# Калапотска крепост
Калапотската крепост (на гръцки: Φρούριο Αγγίτη, Φρούριο Μααρά) е археологически обект край село Нови Калапот (Ангитис), Драмско, Гърция.

## Местоположение
Крепостта е разположена в южните склонове на Щудер, северно от Нови Калапот, над пещерата Маара.

## История
Възможно е това да е крепостта Панакас, споменавана в историческите източници като кастел и село. Река Драматица в средновековните гръцки източници също се нарича Панакас (Панега). В типик на константинополския манастир „Христос Спасител“, сред неговите притежания е включен и „кастелът Панакас“ (καστέλλιον ο Πάνακας). Панакас е споменат и в хрисовул от 1321 година („за Панакас, земя и безимотно място“, περί τον Πάνακα, τόπος χερσαίος και ανήροτος), във фрагментарни записи от годините 1339 – 1342 година („селото Панакас“, το χωρίον του Πάνακα) и в хрисовул от 1345 година („село Панакас в [река] Панакас”, το χωρίον Πάνακα εις τον Πάνακα [ποταμό]). Възможно е Панакас да е и крепостта Палиокостра или някое от другите средновековни укрепления в района.
Начинът на градеж показва, че крепостта е средновековна, а не антична. Руините на голямата трикорабна базилика вътре свидетелстват за нейното използване и обитаване през раннохристиянския период.
Сравнително голямата площ показва, че това е селище, а не обикновена крепост. Вероятно е укрепено селище от ранновизантийския период и принадлежи към голямата група селища в Македония, които са изоставени най-късно в VII, когато набезите на варварските племена се засилват и кулминират с набезите на авари и славяни в края на VI и началото на VII век. Възможно е обаче тази крепост да е била обитавана до късновизантийския период.
В 1979 година крепостта е обявена за защитен археологически обект.

## Описание
Крепостната стена не е оцеляла на голяма височина, но се вижда ясно по цялата си дължина. Виждат се и развалините от няколко цилиндрични, четириъгълни и многоъгълни кули. Периметърът на заграждението е с дължина 585 m и обхваща площ от 24,5 декара.
Вътре има няколко развалини от сгради, сред които доминира голяма трикорабна базилика.
Зидарията е от камък със здрав варов разтвор и спорадично с тухли във фугите.